# Rikke Møller Pedersen
Rikke Møller Pedersen (Odense, 9 de enero de 1989) es una deportista danesa que compite en natación, especialista en el estilo braza.
Participó en dos Juegos Olímpicos de Verano, obteniendo una medalla de bronce en Río de Janeiro 2016, en la prueba de 4 × 100 m estilos, y el cuarto lugar en Londres 2012, en los 200 m braza.
Ganó dos medallas en el Campeonato Mundial de Natación, plata en 2013 y bronce en 2015, y siete medallas en el Campeonato Mundial de Natación en Piscina Corta entre los años 2010 y 2014.
Además, obtuvo siete medallas en el Campeonato Europeo de Natación entre los años 2010 y 2018, y trece medallas en el Campeonato Europeo de Natación en Piscina Corta entre los años 2009 y 2017.

## Palmarés internacional
| Juegos Olímpicos                    | Juegos Olímpicos        | Juegos Olímpicos  | Juegos Olímpicos  |
| Año                                 | Lugar                   | Medalla           | Prueba            |
| ----------------------------------- | ----------------------- | ----------------- | ----------------- |
| 2016                                | Río de Janeiro (Brasil) | Medalla de bronce | 4 × 100 m estilos |
| Campeonato Mundial                  |                         |                   |                   |
| Año                                 | Lugar                   | Medalla           | Prueba            |
| 2013                                | Barcelona (España)      | Medalla de plata  | 200 m braza       |
| 2015                                | Kazán (Rusia)           | Medalla de bronce | 200 m braza       |
| Campeonato Mundial en Piscina Corta |                         |                   |                   |
| Año                                 | Lugar                   | Medalla           | Prueba            |
| 2010                                | Dubái (EAU)             | Medalla de bronce | 200 m braza       |
| 2012                                | Estambul (Turquía)      | Medalla de oro    | 200 m braza       |
| 2012                                | Estambul (Turquía)      | Medalla de oro    | 4 × 100 m estilos |
| 2012                                | Estambul (Turquía)      | Medalla de bronce | 100 m braza       |
| 2014                                | Doha (Catar)            | Medalla de oro    | 4 × 50 m estilos  |
| 2014                                | Doha (Catar)            | Medalla de oro    | 4 × 100 m estilos |
| 2014                                | Doha (Catar)            | Medalla de bronce | 200 m braza       |
| Campeonato Europeo                  |                         |                   |                   |
| Año                                 | Lugar                   | Medalla           | Prueba            |
| 2010                                | Budapest (Hungría)      | Medalla de plata  | 100 m braza       |
| 2010                                | Budapest (Hungría)      | Medalla de bronce | 200 m braza       |
| 2014                                | Berlín (Alemania)       | Medalla de oro    | 100 m braza       |
| 2014                                | Berlín (Alemania)       | Medalla de oro    | 200 m braza       |
| 2014                                | Berlín (Alemania)       | Medalla de oro    | 4 × 100 m estilos |
| 2016                                | Londres (Reino Unido)   | Medalla de oro    | 200 m braza       |
| 2018                                | Glasgow (Reino Unido)   | Medalla de plata  | 4 × 100 m estilos |
| Campeonato Europeo en Piscina Corta |                         |                   |                   |
| Año                                 | Lugar                   | Medalla           | Prueba            |
| 2009                                | Estambul (Turquía)      | Medalla de oro    | 200 m braza       |
| 2011                                | Szczecin (Polonia)      | Medalla de oro    | 200 m braza       |
| 2011                                | Szczecin (Polonia)      | Medalla de oro    | 4 × 50 m estilos  |
| 2011                                | Szczecin (Polonia)      | Medalla de plata  | 100 m braza       |
| 2012                                | Chartres (Francia)      | Medalla de oro    | 100 m braza       |
| 2012                                | Chartres (Francia)      | Medalla de oro    | 200 m braza       |
| 2012                                | Chartres (Francia)      | Medalla de oro    | 4 × 50 m estilos  |
| 2012                                | Chartres (Francia)      | Medalla de plata  | 50 m braza        |
| 2013                                | Herning (Dinamarca)     | Medalla de oro    | 200 m braza       |
| 2013                                | Herning (Dinamarca)     | Medalla de oro    | 4 × 50 m estilos  |
| 2013                                | Herning (Dinamarca)     | Medalla de plata  | 100 m braza       |
| 2017                                | Copenhague (Dinamarca)  | Medalla de plata  | 200 m braza       |
| 2017                                | Copenhague (Dinamarca)  | Medalla de plata  | 4 × 50 m estilos  |